# 大京
株式会社大京（だいきょう、Daikyo Incorporated）は、東京都渋谷区千駄ヶ谷に本社を置く日本の不動産会社である。オリックス株式会社の子会社。

## 概要
大京は東京圏、名古屋圏、大阪圏の三大都市圏を中心に6,000棟以上の『ライオンズマンション』シリーズを展開する。2012年（平成24年）度の事業主別マンション供給戸数ランキングは全国6位（3,130戸）、首都圏5位（1,958戸）、近畿圏18位（450戸）。
オリックスによる子会社化以前から旧・三和銀行（現・三菱UFJ銀行）が主要取引銀行であることから、オリックスと共にみどり会の会員企業であり三和グループに属している。
同じオリックス・グループのオリックス・バファローズのオフィシャルスポンサーも務める。

## 沿革
- 1960年 - 株式会社大京商事設立
- 1964年 - 大京観光株式会社設立
- 1968年 - ライオンズマンションシリーズ第1号「ライオンズマンション赤坂」分譲開始
- 1969年 - 大京管理株式会社（現株式会社大京アステージ）設立
- 1978年 - 事業主別マンション発売戸数で初の業界第1位となる
- 1982年 - 東京証券取引所市場第2部に上場
- 1984年 - 東京証券取引所市場第1部に指定替え
- 1985年 - 東京都紀尾井町の旧司法研修所跡地を落札[注 2]
- 1986年 - 大阪証券取引所市場第1部に上場
- 1987年 - 大京観光株式会社から株式会社大京に商号変更
- 1988年 - 株式会社大京住宅流通設立
- 1998年 - 分譲マンションとして日本一（当時）の高さとなる「エルザタワー55」竣工
- 2004年 - 産業再生機構による支援決定[5]
- 2005年 - オリックス株式会社と資本提携、関連会社となる[6]
- 2006年 - 事業主別年間マンション発売戸数で29年連続業界第1位となる
- 2007年 - 沖縄大京と大京管理が合併し、大京アステージに社名変更、同時に大京住宅流通も大京リアルドに社名変更
- 2007年 - 扶桑レクセルを完全子会社化
- 2009年 - 扶桑レクセルを簡易吸収合併、同社の立体駐車装置事業を扶桑エンジニアリング（現・IHI扶桑エンジニアリング）として分社化
- 2009年 - 大阪証券取引所上場廃止
- 2010年 - 会社更生法に基づく再建手続きを進める穴吹工務店とのスポンサー契約および業務提携を締結[7][8]
- 2012年 - 扶桑エンジニアリングの全株式をIHI運搬機械に売却
- 2013年 - 穴吹工務店の全株式を取得し100%子会社化[9][10]
- 2014年 - 優先株の普通株への転換に伴い、2月27日にオリックス株式会社の連結子会社となる[11][12]
- 2017年 - 8月16日 格付投資情報センター（R&I）が大京の発行体格付けを「トリプルBプラス」から「シングルAマイナス」に1段階引き上げた
- 2018年 - オリックス株式会社が株式公開買付けにより株式の94.07%を取得[13]
- 2019年 - オリックスによる株式売渡請求により、東京証券取引所市場第1部上場廃止[14]

## グループ会社
- 株式会社穴吹工務店
- 株式会社大京アステージ
- 株式会社穴吹コミュニティ
- 株式会社大京穴吹建設
- 株式会社秀建
- 株式会社大京穴吹不動産
- オリックス・ファシリティーズ株式会社
- 琉球ファシリティーズ株式会社
- 大京香港株式会社
- 株式会社台湾大京
- 大京オーストラリア株式会社

## 提供テレビ番組
現在
なし
過去
2004年4月から1年間、松田聖子・神田沙也加（当時SAYAKA）親子をCMで起用し、話題となった。
かつて放送されたCMで「Amaranth／尾崎亜美」が使用されていた。
- それは秘密です!!
- 火曜サスペンス劇場
- 水曜ロードショー→金曜ロードショー（以上、日本テレビ）
- 木曜洋画劇場（テレビ東京）
- クレヨンしんちゃん（テレビ朝日）
- FNNニュースレポート11:30→FNNスピーク（フジテレビ）
- 筑紫哲也 NEWS23（TBS）
- ステーションQ（琉球朝日放送・沖縄県内のローカルニュース）
- 日経スペシャル 未来世紀ジパング〜沸騰現場の経済学〜（テレビ東京）

## 主な実績
- エルザタワー55 - 建設当時住居タワーとして国内最高層。
- エルザタワー32
- コスタ・タワー浦和
- ザ・ライオンズ三郷中央
- 浦和元町シティ
- 北戸田ファーストゲートタワー
- ライオンズタワー仙台大手町
- ライオンズタワー勾当台通
- ライオンズタワー仙台長町
- ライオンズタワー葵
- ザ・ライオンズ ミッドキャピタルタワー
- ザ・ライオンズ大通公園タワー
- ザ・タワー中島公園
- GAタワー

## スポーツ活動
かつては1973年創部の陸上競技部があったが、バブル崩壊の影響により、1992年限りで解散した。解散時点で男子3人・女子15人の選手が所属し、短距離走の不破弘樹、やり投の吉田雅美や松井江美らがいた。

## その他
- ライオンズマンションのエントランス前には必ずライオンの銅像を設置しているが、沖縄県のライオンズマンションに限りライオンの銅像の代わりにシーサーが置かれている。